# Lotononis grandis
Lotononis grandis är en ärtväxtart som beskrevs av Dummer och Otto Emery Jennings. Lotononis grandis ingår i släktet Lotononis och familjen ärtväxter. Inga underarter finns listade i Catalogue of Life.